# 毛窄叶柃
毛窄叶柃（学名：Eurya stenophylla f. pubesens）为山茶科柃属窄叶柃下的一个变型。

## 扩展阅读
- 維基物種上的相關：毛窄叶柃